# Columbiahalle
Columbiahalle é uma arena multi-uso localizado em Berlim, Alemanha.